# Venusfigurinen von Gagarino

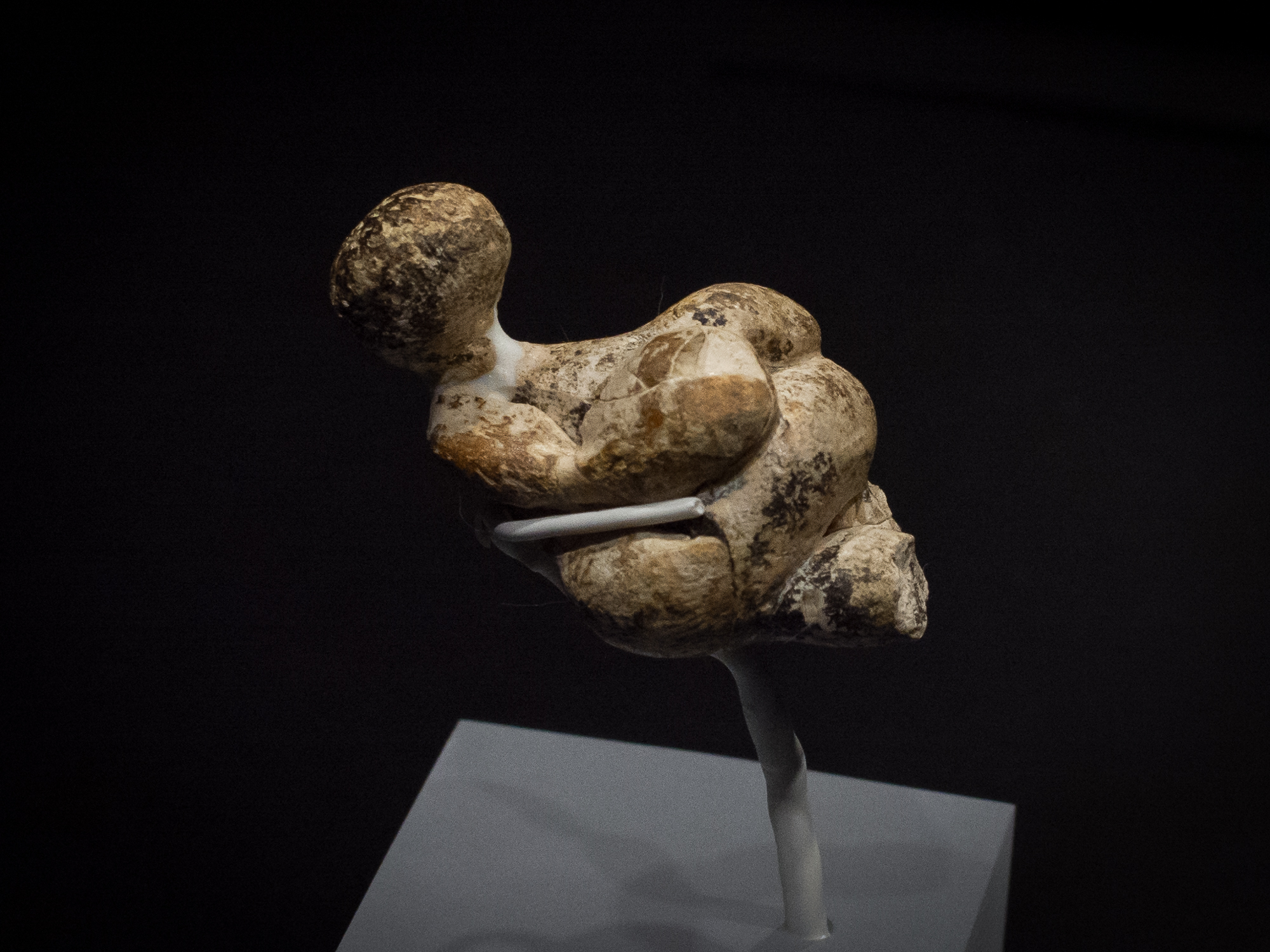
Eine der Venusfigurinen von Gagarino, die sogenannte "Statuette Nr. 1" nach Abramova; Höhe: 5,8 cm

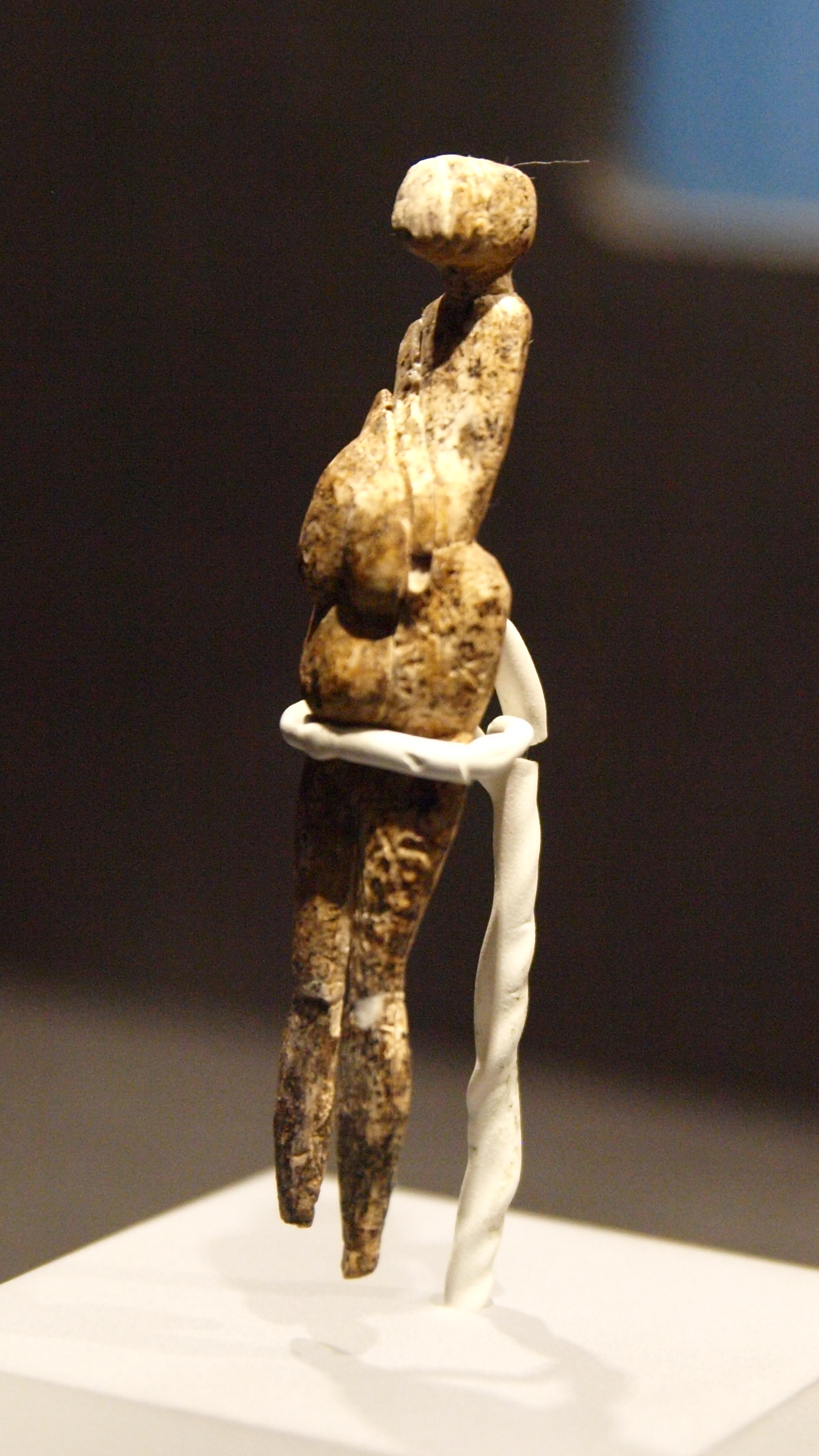
Eine weitere Venusfigurine von Gagarino; Höhe: 7,15 cm

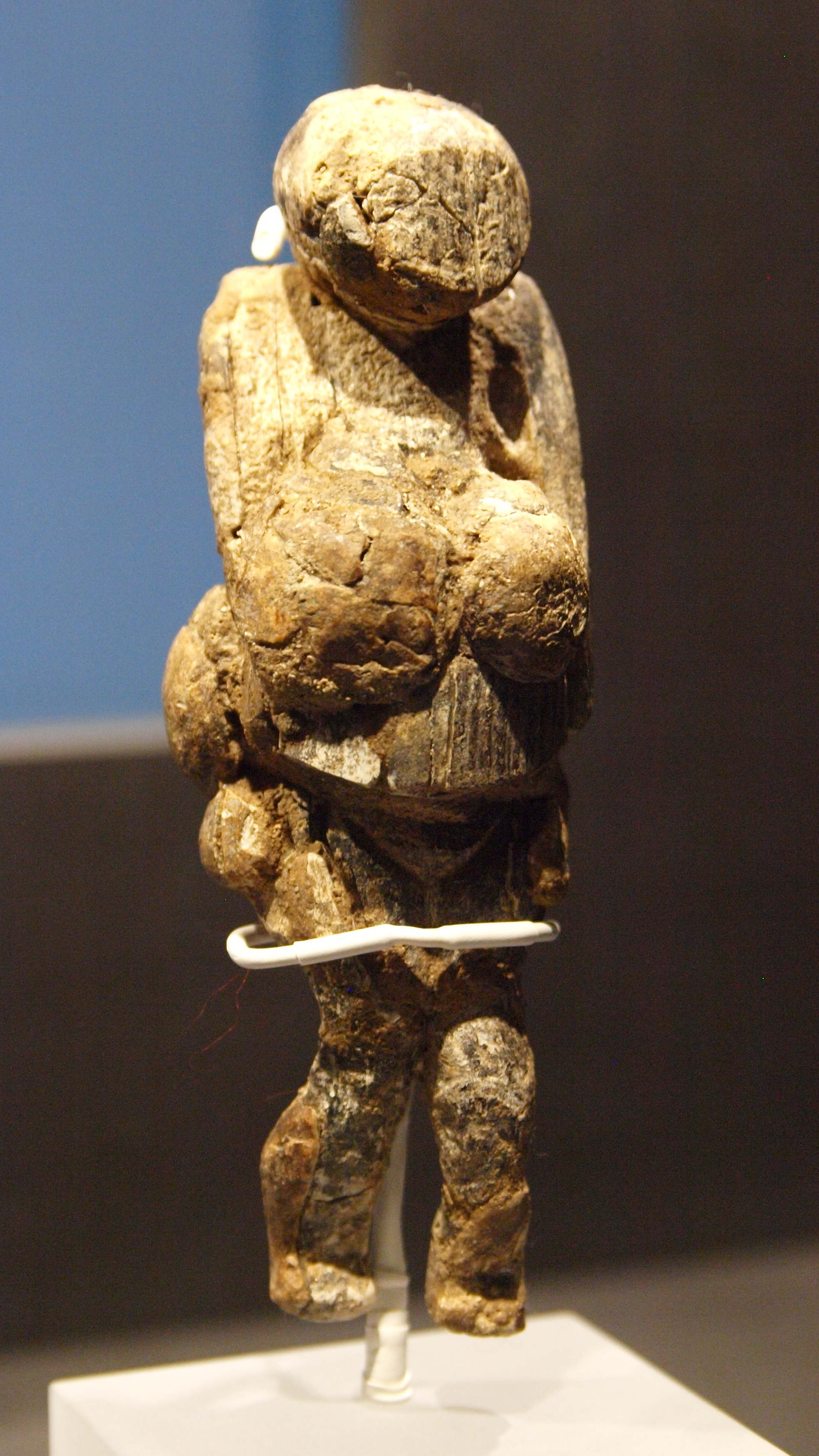
Die sogenannte "Venus Nr. 4" von Gagarino; Höhe 12,7 cm

Bei den Venusfigurinen von Gagarino handelt es sich um mehrere steinzeitliche Darstellungen des weiblichen Körpers. Sie bestehen meist aus Elfenbein. Das Alter der Figurinen wird mit 21.000 bis 20.000 Jahren angegeben. Die Statuetten stammen somit aus dem Gravettien. Delporte gibt an, dass insgesamt acht Figurinen ausgegraben wurden.

## Beschreibung der Figurine Nr. 1
Die Figurine, in der Arbeit von Abramova als Nr. 1 bezeichnet, ähnelt der Venus von Willendorf: Der dargestellte, nackte weibliche Körper ist voluminös, was nicht notwendig als schwanger zu interpretieren ist. Die Arme sind seitlich angelegt; Hände sind – anders als bei der Venus von Willendorf – nicht vorhanden. Das Gesicht wurde nicht ausgearbeitet, eine Kopfbedeckung bzw. eine Frisur ist angedeutet. Die Brüste wirken schwer. Der Venushügel ist angedeutet.

## Fundort
Das Dorf Gagarino liegt im Rajon Sadonsk der russischen Oblast Lipezk am rechten Ufer des Don, nördlich der Fundstelle Kostjonki (Kostjonki, auch Kostenki).